# Міська поліція Лондона

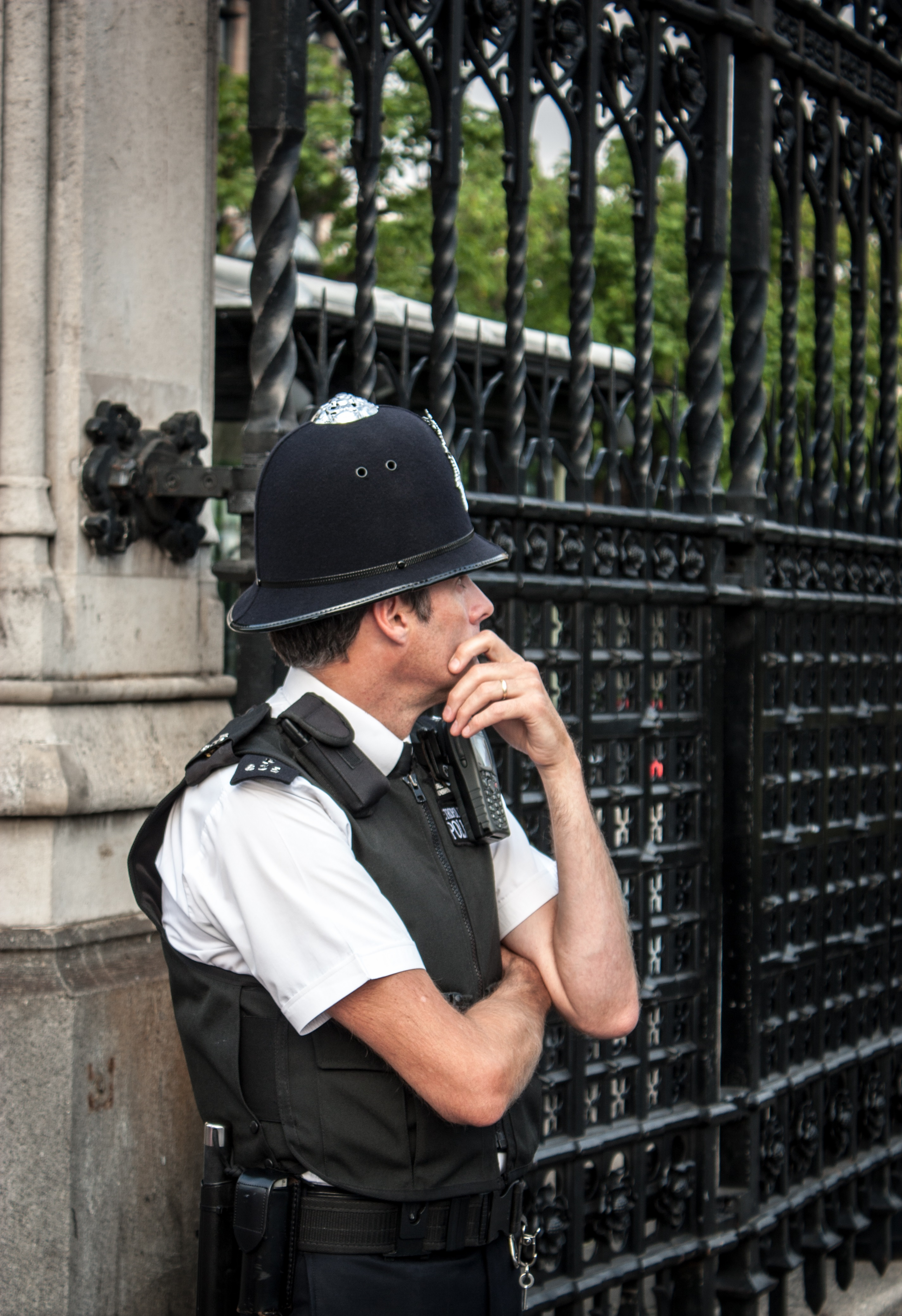
Лондонський поліцейський

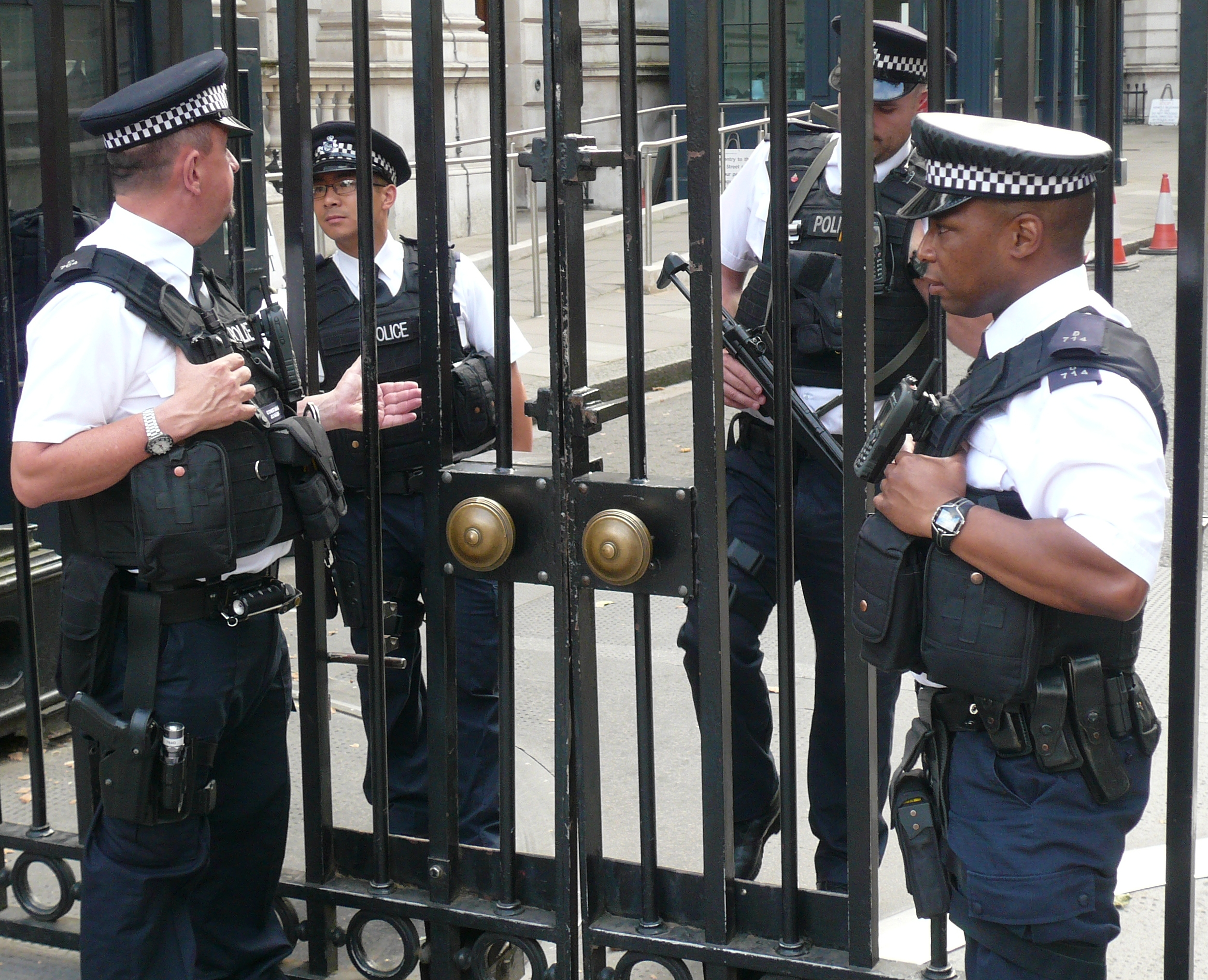
Поліцейські, які охороняють резиденцію прем'єр-міністра

Міська поліція Лондона ― міський поліційний орган, обов'язком якого є охорона закону у Великому Лондоні, за винятком Лондонського Сіті, яке охороняє Поліція Лондонського Сіті. Міська поліція Лондона також має деякі загальнонаціональні обов'язки, наприклад координування антитерористичної діяльності та охорона Британської королівської сім'ї і вищих посадових осіб уряду Великої Британії. В міській поліції служить 48 661 особа, що робить цей поліційний орган найбільшим у Великій Британії та одним з найбільших у світі. Міська поліція Лондона має декілька народних назв, найбільш поширеною з яких є «the Met». Іншими є «Old Bill», «Боббі» (за ім'ям Міністра внутрішніх справ Роберта Піла) та «Скотленд-Ярд», яке походить від місця розташування штаб-квартири.

## Історія
Правоохоронній системі того часу бракувало організованості та ефективності, що викликало незадоволення в суспільстві. Через це була створена парламентська комісія, щоб проаналізувати чинну правоохоронну систему. Сер Роберт Піль, який в 1822 році був призначений Міністром внутрішніх справ Великої Британії, створив другу та більш ефективну парламентську комісію. Піль вважав, що найкращий спосіб створити ефективну поліційну службу це зробити роботу поліційного високооплачуваною та підзвітною суспільству (до цього робота поліціянта була лише добровільним додатковим заняттям і часто за неї не платили). Він представив свої ідеї Парламенту, який затвердив їх в Акті про міську поліцію 1829 року.
На початку 19-го сторіччя через промислову революцію населення, площа та економічна потужність Лондона почала швидко зростати. Система констеблів та сторожів стала неефективною, тому 19 червня 1829 король Георг IV затвердив Акт про міську поліцію. Вже 29 вересня 1829 була створена Міська поліція Лондона. Поліція була створена як цивільна служба, а не мілітаризована, як очікувалось. Поліціянти отримали синю форму, яка відрізнялась від червоної військової, яку правоохоронці носили раніше. Також в поліції не було звань, які б збігалися з військовими званнями, окрім сержанта. Посада голови поліції була названа «Комісар», на відміну від назви «головний констебль», яка використовувалася в інших територіях Великої Британії.

## Територія юрисдикції та інші поліційні органи
Територія, на якій діє Міська поліція Лондона відома як Міський поліційний округ, який поділений на 32 боро. Але є деякі території в Лондоні, які охороняються іншими правоохоронними органами. Власність Міністерства оборони Великої Британії по всій країні, зокрема їх штаб-квартира в Лондоні, охороняються Поліцією міністерства оборони. Британська транспортна поліція охороняє залізниці Британії, в тому числі в Лондоні. Об'єктами, які вони охороняють в Лондоні є Лондонський метрополітен, Tramlink, Emirates Air Line та Доклендське лёгке метро. Лондонська частина Поліції королівських парків увійшла до складу міської поліції в 2004 році і тепер називається Відділ королівських парків. Також є маленька поліційна служба — Поліція королівських ботанічних садів. Хоча серйозні злочини та тероризм на цих територіях все одно розслідуються Міською поліцією Лондона.

## Відділки
Окрім штаб-квартири міської поліції в Скотленд-Ярді є ще 140 відділків. Вони є дуже різними за розміром: від територіальних управлінь до невеличких приміщень, які відкриті тільки в певні години чи в певні дні. Поліційні відділки можна легко знайти за синіми ліхтарями, як почали ставити в 1861 році.
Найстарішим відділком Міської поліції Лондона є відділок на вулиці Боу, який відкрився в 1881 році та був закритий в 1992 році. Суд, який знаходився в одній будівлі з ним закрився 14 липня 2006. Найстарішим чинним відділком є відділок у Ваппінгу, який відкрився в 1901 році. Таком він є штабом Водної поліції (яка раніше називалась Темзським відділом), яка займається патрулюванням Темзи. Там також є морг та музей водної поліції. Поліційний відділок у Паддінгтон Грін є досить відомим через те, що там тримають підозрюваних в тероризмі, а також через його підземний комплекс.

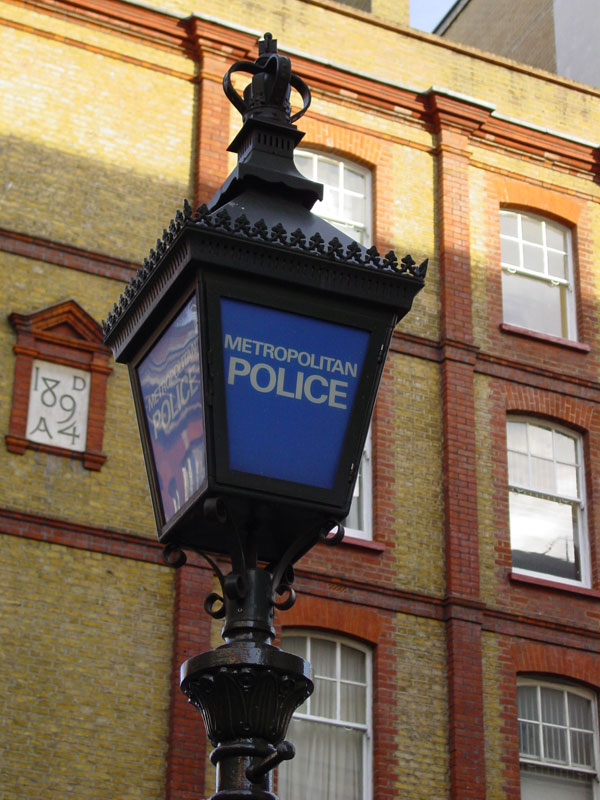
Синій ліхтар біля поліцейського відділку
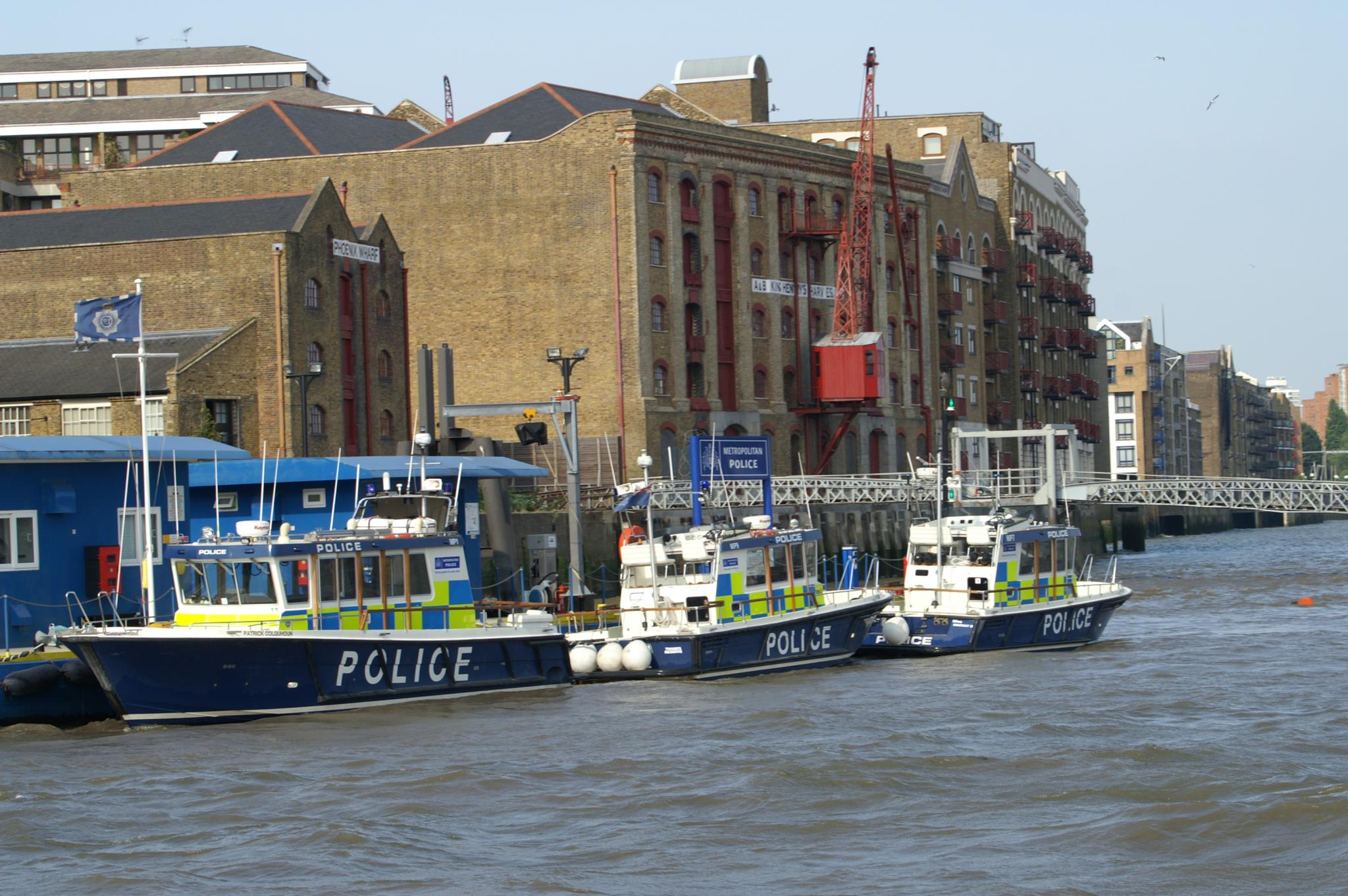
Поліцейський відділок у Ваппінгу

## Структура

### Відділи
У Міській поліції Лондона є 5 відділків, кожен з яких керується помічником комісара:
- Територіальний відділ
- Відділ розслідувань та операцій
  - Лондонська спеціальна команда
    - Група повітряної підтримки
    - Кінологічна служба
    - Водна поліція
    - Кінна поліція
    - Група територіальної підтримки

  - Команда розслідування вбивств та інших серйозних злочинів — розслідує вбивства, замахи на вбивства, викрадення людей та інші серйозні злочини.
  - Криміналістична академія
  - Команда розслідування сексуальних злочинів та жорстокого поводження з дітьми
  - Міграційна група
  - Криміналістична служба
  - Команда боротьби з бандами та організованою злочинністю
  - Спеціальна озброєна команда (SCO19) — спецзагін, що надає збройну допомогу іншим підрозділам поліції, які зазвичай неозброєні.
  - Команда розвідки
- Відділ спеціальних операцій
  - Команда захисту
    - Група спеціального захисту (SO1) — забезпечує охорону міністрів та інших високопосадовців, голів держав, які перебувають в Британії з візитом.
    - Група королівського захисту (SO14) — забезпечує охорону Королеви та королівської сім'ї.
    - Група дипломатичного захисту (SO6) — забезпечує охорону дипломатичних місій в Лондоні та резиденцій голів держав, які перебувають в Британії з візитом.

  - Антитерористична команда (SO15)
  - Команда охорони
    - Група охорони Вестмінстерського палацу (SO17)
    - Група авіаційної безпеки (SO18)
    - Група безпеки (SO20) — забезпечують безпеку місць масових подій, людних місць, пам'яток та популярних місць
- Професійний відділ
- Відділ підтримки

### Керівництво

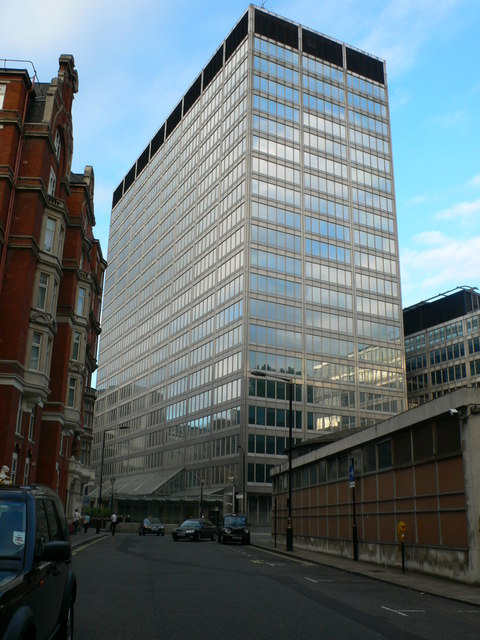
Новий Скотленд-Ярд — штаб-квартира Міської поліції Лондона

- Комісар — Сер Бернард Хоган-Хоув[5]
- Заступник комісара — Крейг Меккі
- Помічник комісара, голова територіального — Хелен Кінг
- Помічник комісара, голова відділу розслідувань та операцій — Майк Роулі
- Помічник комісара, голова відділу спеціальних операцій — Крессіда Дік
- Помічник комісара, голова професійного відділу — Марті Х'юїт
- Директор з персоналу — Робін Вілкінсон
- Директор з комерції та фінансів — Анна Клоновскі
- Директор з юридичних послуг — Г'ю Гільс
- Директор масової інформації та комунікації — Мартін Ф'юел
- Директор з цифрової діяльності — Річард Твейт

### Територіальні підрозділи
Територіальний поділ Міської поліції Лондона збігається з районами Лондона і має 32 територіальних підрозділи (в дужках вказаний двохлітерний код територіального підрозділу, який вказується на погонах офіцерів як частина їх номера; також вказана кількість офіцерів в кожному територіальному підрозділі):
| - Баркінг і Дагенем (KG) — 495 - Барнет (SX) — 550 - Бекслі (RY) — 372 - Брент (QK) — 598 - Бромлі (PY) — 501 - Вандзверт (WW) — 583 - Вестмінстер (CW) — 1196 - Волтем-Форест (JC) — 685 | - Гаммерсміт і Фулем (FH) — 538 - Гаунслоу (TX) — 551 - Гейверінг (KD) — 412 - Гекні (GD) — 593 - Герінгей (YR) — 621 - Герроу (QA) — 379 - Гіллінгдон (XH) — 519 - Гринвіч (RG) — 623 | - Енфілд (YE) — 576 - Ізлінгтон (NI) — 560 - Ілінг (XB) — 702 - Кемден (EK) — 675 - Кенсінгтон і Челсі (BS) — 480 - Кінгстон-на-Темзі (VVK) — 327 - Кройдон (ZD) — 742 - Ламбет (LX) — 816 | - Луїшем (PL) — 643 - Мертон (VW) — 373 - Ньюем (KF) — 804 - Редбридж (JI) — 537 - Річмонд-на-Темзі (TW) — 317 - Саттон (ZT) — 341 - Саутерк (MD) — 758 - Тауер-Гемлетс (HT) — 611 |

## Спеціально озброєний підрозділ
MO19, раніше SO19, CO19 та SCO19 (абр. від англ. Specialist Firearms Command, укр. Спеціально озброєний підрозділ) — озброєний підрозділ столичної поліції Лондона. Подібні підрозділи у складі кожної територіальної поліції Сполученого Королівства не мають спеціальрого позначення і просто назвиваються озброєний підрозділ поліції.
Здебільшого поліція Сполученого Королівства не озброєна, однак у всіх відділках поліції є озброєний підрозділ, щоб забезпечити поліцію здатністю боротися з озброєними злочинцями.
Кількість вогнепальної зброї, яка легально доступна злочинцям, невелика через закони Сполученого Королівства про володіння зброєю, які вимагають ліцензування та перевірки даних для законного придбання та володіння більшістю видів вогнепальної зброї. У більшості випадків присутності озброєного офіцера часто може бути достатньо, щоб домовитися про здачу озброєного злочинця, і кількість разів, коли поліція навмисно стріляє з вогнепальної зброї у підозрюваних у Великобританії, рідко перевищує три рази на рік. Наприклад, поліція долини Темзи лише один раз стріляла у підозрюваного за всю свою історію.

## Звання
Міська поліція Лондона використовує стандартні британські поліційні звання, що позначаються наплічними погонами, до Старшого суперінтенданта, але на відміну від інших поліційних органів, мають п'ять звань після Старшого суперінтенданта, а не три. Всі офіцери званням Заступник помічника комісара та вище вважаються вищим офіцерським складом та входять в Асоціацію вищих поліційних офіцерів. В жовтні 2003 року були також введені нашивши зі званням та ім'ям поліціянта. До 1999 року жінки мали звання з префіксом «Жінка», наприклад «Жінка-сержант». Офіцери Відділу кримінальних розслідувань мають префікс «Детектив-» (тільки до Старшого суперінтенданта). Констеблі та сержанти мають на своїх погонах двохлітерний код територіального підрозділу та персональний номер.
| Констебль (PC) | Сержант (Sgt або PS) | Інспектор (Insp) | Головний інспектор (C/Insp) | Суперінтендант (Supt) | Головний суперінтендант (C/Supt) | Командер (Cmdr) | Заступник помічника комісара (DAC)                        | Помічник комісара (Asst Comm)                             | Заступник комісара (D/Comm)                               | Комісар (Comm)                                            |
| -------------- | -------------------- | ---------------- | --------------------------- | --------------------- | -------------------------------- | --------------- | --------------------------------------------------------- | --------------------------------------------------------- | --------------------------------------------------------- | --------------------------------------------------------- |
|                |                      |                  |                             |                       |                                  |                 |                                                           |                                                           |                                                           |                                                           |
| 13 621         | 2 159                | 2 053            | 444                         | 110                   | 57                               | 32              | ← Кількість офіцерів в Територіальному відділі за званням | ← Кількість офіцерів в Територіальному відділі за званням | ← Кількість офіцерів в Територіальному відділі за званням | ← Кількість офіцерів в Територіальному відділі за званням |

Міська спеціальна констебльська служба (допоміжна поліція) має свої власні звання:
| Спеціальний констебль (SC) | Спеціальний сержант (S/Sgt) | Спеціальний інспектор (S/Insp) | Спеціальний старший інспектор (S/CH Insp) | Помічник головного офіцера (ACO) | Заступник головного офіцера (DCO) | Головний офіцер (CO) |
| -------------------------- | --------------------------- | ------------------------------ | ----------------------------------------- | -------------------------------- | --------------------------------- | -------------------- |
|                            |                             |                                |                                           | Assistant Chief Officer MSC      | Deputy Chief Officer MSC          | Chief Officer MSC    |

## Статистика

### Персонал
Працівники Міської поліції Лондона поділяються на офіцерів поліції (30 932), допоміжних поліціянтів (4 587), офіцерів підтримки спільноти (2 087) та цивільний персонал (11 303). Міська поліція Лондона була першою, хто запровадив офіцерів підтримки спільноти.

### Злочинність та розкриваність злочинів
| Рівень злочинності                         | 1996  | 1999  | 2000  | 2001  | 2002  | 2003  | 2004  | 2005  | 2006  | 2007  | 2008  | 2009  | 2010  |
| ------------------------------------------ | ----- | ----- | ----- | ----- | ----- | ----- | ----- | ----- | ----- | ----- | ----- | ----- | ----- |
| Кількість вбивств                          | 139   | 146   | 171   | 190   | 189   | 204   | 182   | 168   | 162   | 156   | 148   | 136   | 123   |
| Вбивств на 100 000 осіб                    | 1.9   | 1.9   | 2.3   | 2.5   | 2.5   | 2.7   | 2.4   | 2.2   | 2.2   | 2.1   | 2.0   | 1.9   | 1.5   |
| Пограбування                               | 32867 | 32924 | 40992 | 53547 | 42496 | 40640 | 39033 | 45311 | 45771 | 37000 | 32555 | 33463 | 35857 |
| Пограбувань на 1000 осіб                   | 4.4   | 4.4   | 5.5   | 7.1   | 5.7   | 5.4   | 5.2   | 6.0   | 6.1   | 4.9   | 4.3   | 4.5   | 4.4   |
| Злочини з використанням вогнепальної зброї |       | 2961  | 3250  | 4005  | 4444  | 4025  | 3744  | 3881  | 3327  | 3459  | 2525  | 3295  |       |
| на 10 000 осіб                             | 3.9   | 4.3   | 5.3   | 5.9   | 5.4   | 4.9   | 5.2   | 4.4   | 4.6   | 3.4   | 4.4   |       |       |
| Злочини з використанням холодної зброї     |       |       |       |       |       | 10305 | 12985 | 12367 | 12301 | 10699 | 12345 | 12611 |       |
| на 10 000 осіб                             | 13.7  | 17.3  | 16.5  | 16.4  | 14.3  | 16.4  | 16.8  |       |       |       |       |       |       |

Розкриваність злочинів:
- Насильство — 35 %
- Сексуальні злочини — 23 %
- Крадіжки — 17 %
- Пограбування — 11 %
- Пошкодження автівок — 5 %
- Шахрайство і фальсифікація — 16 %
- Пошкодження майна — 13 %
- Наркозлочини — 91 %

В середньому — 24 %

## Значні інциденти та розслідування
- 1888–91 — Вбивства в Вайтчапелі: Вбивці дали ім'я Джек-Різник. Поліції не вдалось знайти вбивцю і він залишається невідомим.
- 1979 — Смерть Блера Піча: 22 квітня 1979 Блер Піч був важко поранений поліціянтами під час демонстрації Антинацистської ліги проти передвиборчої зустрічі Національного Фронту в Саусхолі. Наступного дня він помер.
- 1980 — Захоплення іранського посольства: 30 квітня 1980 члени терористичного угруповання «Демократичний революційних рух» за звільнення Арабістану захопили в заручники працівників Посольства Ірану. Міська поліція Лондона шість днів вела переговори з терористами, але потім Спеціальна повітряна служба Британської армії взяла будівлю штурмом.
- 2005 — Теракти в Лондоні та смерть Жана Шарля де Менезеса: 7 липня 2005 відбулося декілька вибухів в громадському транспорті в Лондоні. Через деякий час Жан Шарль де Менезес був помилково прийнятий за терориста та застрелений.
- 2009 — Протести на саміті Великої двадцятки та смерть Яна Томлінсона: 1 квітня 2009 Ян Томлінсон помер невдовзі після того, як його вдарив поліцейський. Згодом ще один поліцейський був відсторонений після того, як два рази вдарив жінку.

## Галерея

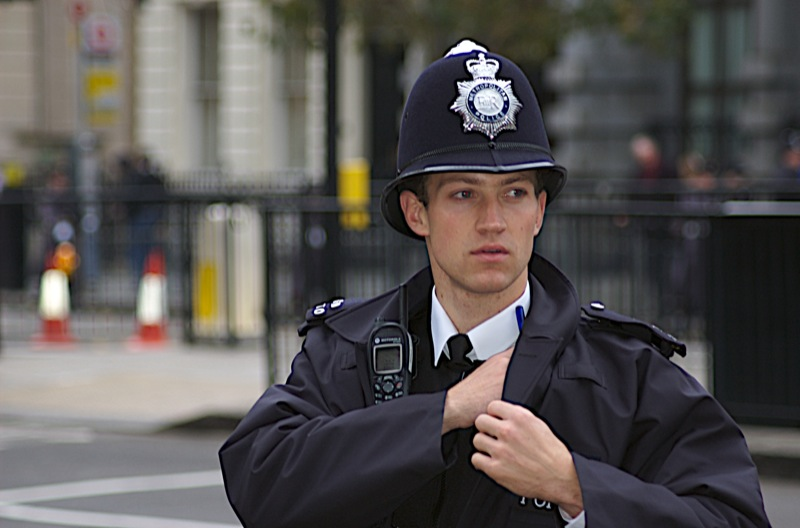
Лондонський поліцейський
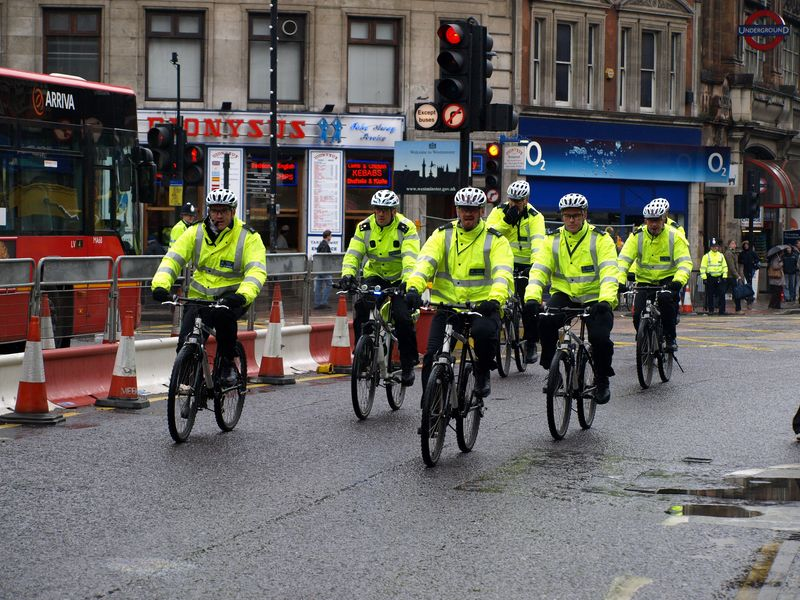
Велосипедна поліція
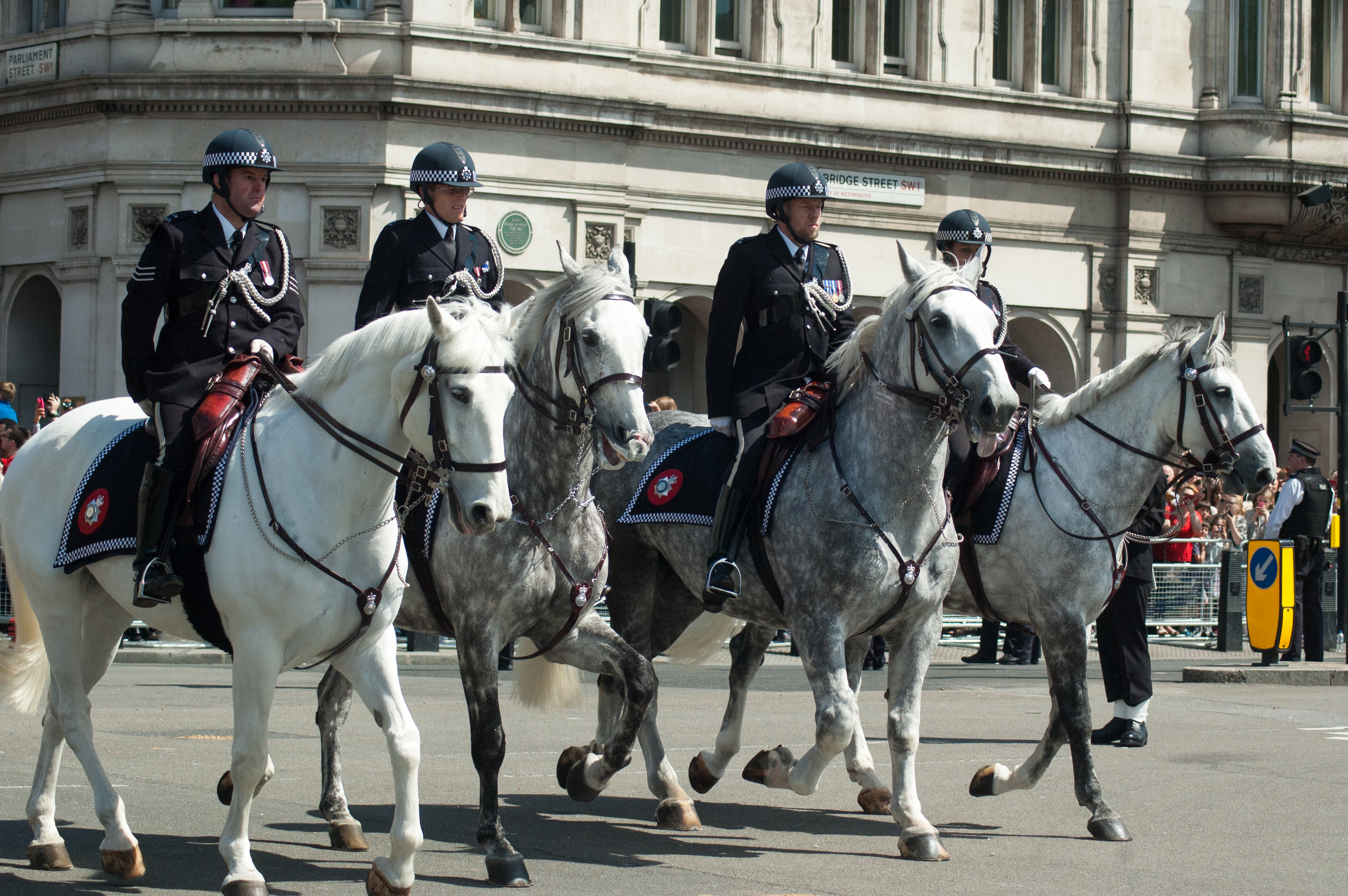
Кінна поліція
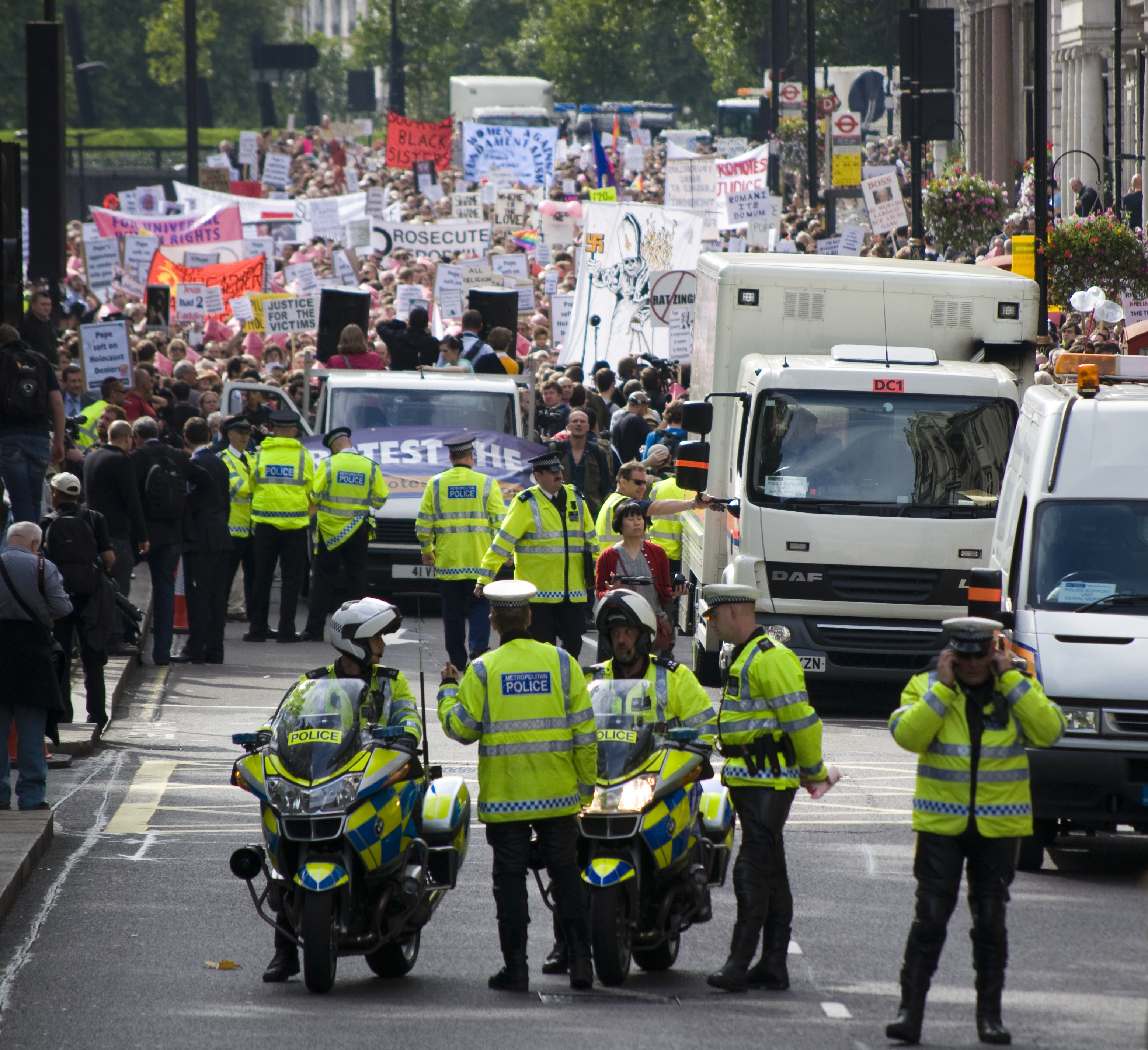
Поліція спостерігає за демонстрацією
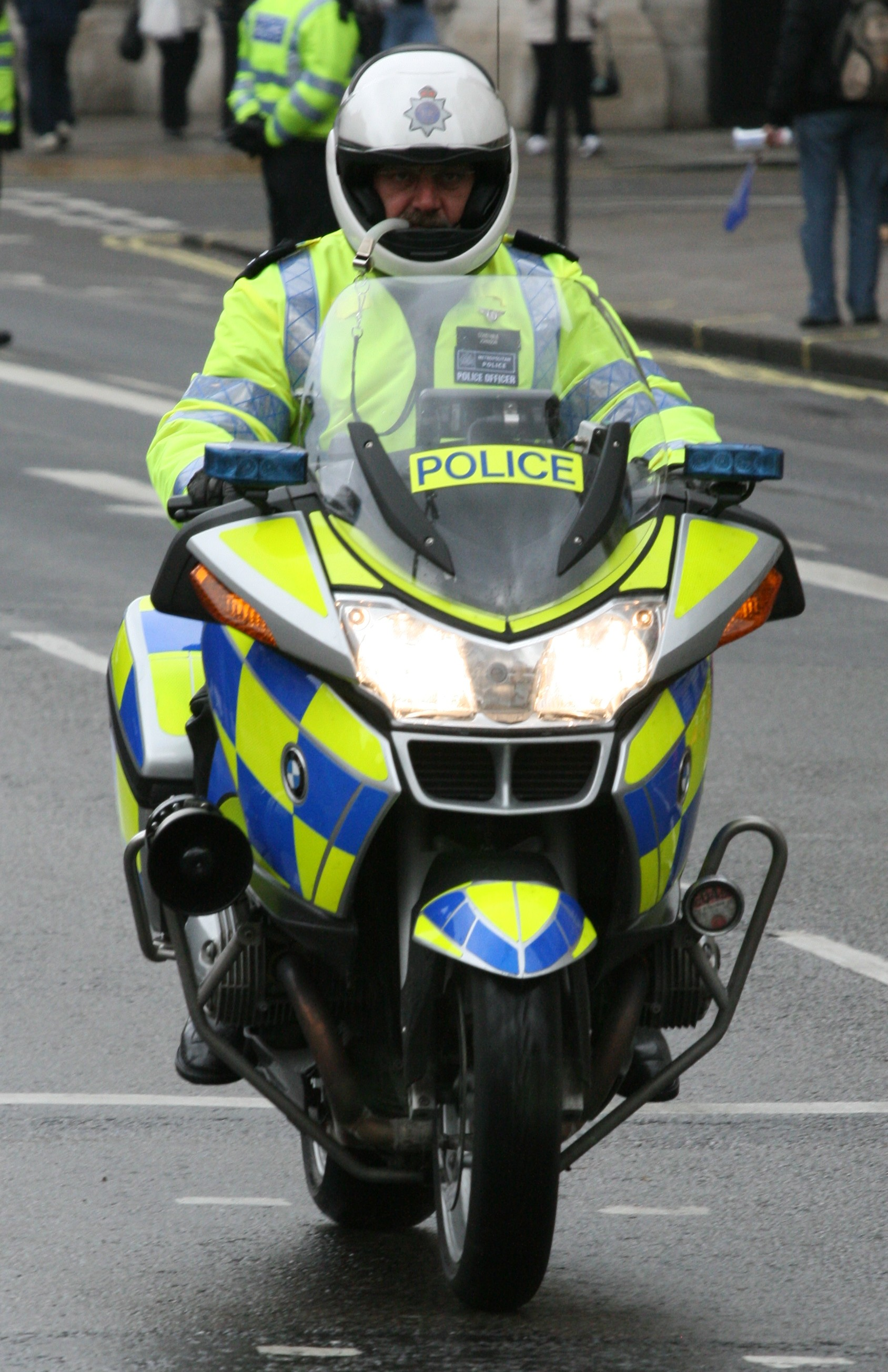
Поліцейський мотоцикліст
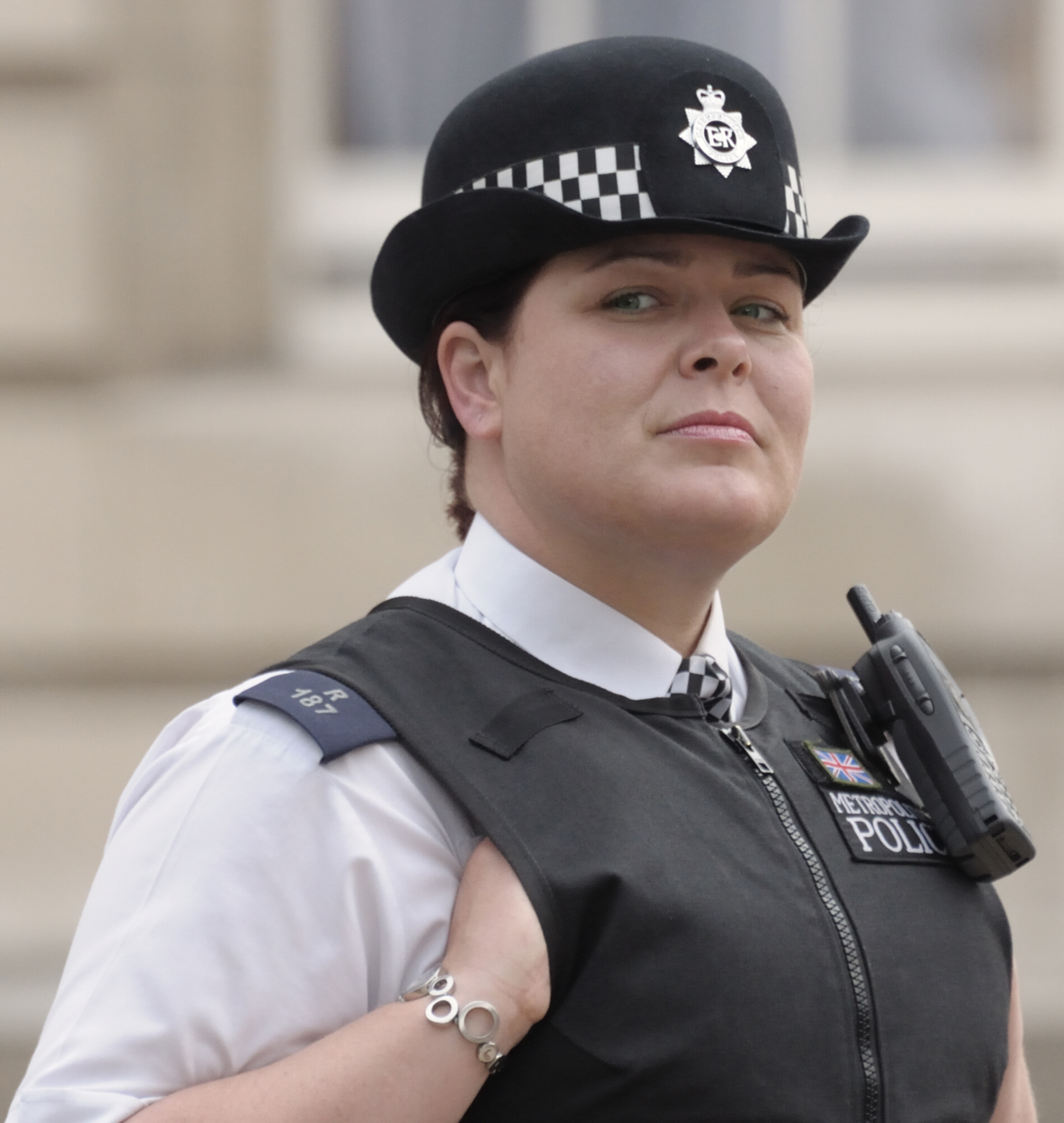
Охоронниця Букінгемського палацу